# Comuna Fântâna Mare, Suceava
Fântâna Mare este o comună în județul Suceava, Moldova, România, formată din satele Cotu Băii, Fântâna Mare (reședința), Praxia și Spătărești.
Până la reforma administrativă din 1950 a făcut parte din județul Baia.

## Așezare geografică
Localitatea Fântana Mare este situată la 7 km de municipiul Fălticeni în zona podișului cu același nume, pe malul stâng și pe cursul mijlociu al râului Moldova, la 403 km nord de București, 117 km nord-vest de Iași, 33 km sud-est de Suceava și la 3 km est de Baia lui Ștefan cel Mare.

## Descrierea stemei
Stema comunei Fântâna Mare se compune dintr-un scut triunghiular cu marginile rotunjite. Scutul, pe fond de azur, are o fântână cu roată, de argint. Scutul este trimbrat de o coroană murală de argint cu un turn crenelat.
Semnificațiile elementelor însumate
Fântâna cu roată reprezintă, în transpunere heraldică, denumirea comunei.
Coroana murală cu un turn crenelat semnifică faptul că localitatea are rangul de comună.

## Demografie
Componența etnică a comunei Fântâna Mare
     Români (90,61%)
     Alte etnii (0,14%)
     Necunoscută (9,25%)
Componența confesională a comunei Fântâna Mare
     Ortodocși (82,22%)
     Creștini de rit vechi (6,47%)
     Alte religii (1,78%)
     Necunoscută (9,53%)
Conform recensământului efectuat în 2021, populația comunei Fântâna Mare se ridică la 2.194 de locuitori, în scădere față de recensământul anterior din 2011, când fuseseră înregistrați 2.237 de locuitori. Majoritatea locuitorilor sunt români (90,61%), iar pentru 9,25% nu se cunoaște apartenența etnică. Din punct de vedere confesional, majoritatea locuitorilor sunt ortodocși (82,22%), cu minorități de creștini de rit vechi (6,47%) și altele (1,05%), iar pentru 9,53% nu se cunoaște apartenența confesională.

## Politică și administrație
Comuna Fântâna Mare este administrată de un primar și un consiliu local compus din 11 consilieri. Primarul, Petru-Octavian Ursache[*], de la Partidul Social Democrat, este în funcție din 1 noiembrie 2024. Începând cu alegerile locale din 2024, consiliul local are următoarea componență pe partide politice:
|  | Partid                          | Consilieri | Componența Consiliului | Componența Consiliului | Componența Consiliului | Componența Consiliului | Componența Consiliului | Componența Consiliului |
|  | ------------------------------- | ---------- | ---------------------- | ---------------------- | ---------------------- | ---------------------- | ---------------------- | ---------------------- |
|  | Partidul Social Democrat        | 6          |                        |                        |                        |                        |                        |                        |
|  | Partidul Național Liberal       | 3          |                        |                        |                        |                        |                        |                        |
|  | Alianța pentru Unirea Românilor | 2          |                        |                        |                        |                        |                        |                        |

## Personalități născute aici
- Matei B. Cantacuzino (1855 - 1925), jurist, om politic, primar al Iașului.